# Australobolbus allsoppi
Australobolbus allsoppi är en skalbaggsart som beskrevs av Henry Fuller Howden 1992. Australobolbus allsoppi ingår i släktet Australobolbus och familjen Bolboceratidae. Inga underarter finns listade.